# Fjelsø (plaats)
Fjelsø is een plaats in de Deense regio Noord-Jutland, gemeente Vesthimmerland. De plaats telt 233 inwoners (2008).